# Épervans
Épervans és un municipi francès, situat al departament de Saona i Loira i a la regió de Borgonya - Franc Comtat. L'any 2007 tenia 1.605 habitants.

## Demografia

### Població
El 2007 la població de fet d'Épervans era de 1.605 persones. Hi havia 599 famílies, de les quals 142 eren unipersonals (71 homes vivint sols i 71 dones vivint soles), 179 parelles sense fills, 234 parelles amb fills i 44 famílies monoparentals amb fills.
La població ha evolucionat segons el següent gràfic:
Habitants censats

### Habitatges
El 2007 hi havia 639 habitatges, 603 eren l'habitatge principal de la família, 4 eren segones residències i 32 estaven desocupats. 586 eren cases i 52 eren apartaments. Dels 603 habitatges principals, 490 estaven ocupats pels seus propietaris, 108 estaven llogats i ocupats pels llogaters i 5 estaven cedits a títol gratuït; 3 tenien una cambra, 29 en tenien dues, 86 en tenien tres, 150 en tenien quatre i 335 en tenien cinc o més. 491 habitatges disposaven pel capbaix d'una plaça de pàrquing. A 220 habitatges hi havia un automòbil i a 341 n'hi havia dos o més.

### Piràmide de població
La piràmide de població per edats i sexe el 2009 era:
| Homes | Edats   | Dones |
| ----- | ------- | ----- |
| 0     | 95 o +  | 0     |
| 0     | 90 a 94 | 0     |
| 0     | 85 a 89 | 4     |
| 8     | 80 a 84 | 8     |
| 16    | 75 a 79 | 28    |
| 4     | 70 a 74 | 20    |
| 40    | 65 a 69 | 24    |
| 52    | 60 a 64 | 44    |
| 36    | 55 a 59 | 36    |
| 44    | 50 a 54 | 56    |
| 52    | 45 a 49 | 52    |
| 60    | 40 a 44 | 52    |
| 64    | 35 a 39 | 64    |
| 76    | 30 a 34 | 64    |
| 44    | 25 a 29 | 32    |
| 24    | 20 a 24 | 28    |
| 76    | 15 a 19 | 40    |
| 76    | 10 a 14 | 56    |
| 60    | 5 a 9   | 64    |
| 40    | 0 a 4   | 28    |

## Economia
El 2007 la població en edat de treballar era de 1.052 persones, 755 eren actives i 297 eren inactives. De les 755 persones actives 713 estaven ocupades (375 homes i 338 dones) i 43 estaven aturades (16 homes i 27 dones). De les 297 persones inactives 112 estaven jubilades, 88 estaven estudiant i 97 estaven classificades com a «altres inactius».

### Ingressos
El 2009 a Épervans hi havia 610 unitats fiscals que integraven 1.604,5 persones, la mediana anual d'ingressos fiscals per persona era de 18.100 €.

### Activitats econòmiques
Dels 60 establiments que hi havia el 2007, 3 eren d'empreses extractives, 1 d'una empresa alimentària, 1 d'una empresa de fabricació de material elèctric, 2 d'empreses de fabricació d'altres productes industrials, 14 d'empreses de construcció, 16 d'empreses de comerç i reparació d'automòbils, 2 d'empreses de transport, 5 d'empreses d'hostatgeria i restauració, 3 d'empreses financeres, 7 d'empreses de serveis, 2 d'entitats de l'administració pública i 4 d'empreses classificades com a «altres activitats de serveis».
Dels 19 establiments de servei als particulars que hi havia el 2009, 1 era un taller de reparació d'automòbils i de material agrícola, 1 paleta, 5 guixaires pintors, 1 fusteria, 2 lampisteries, 2 electricistes, 1 empresa de construcció, 1 perruqueria i 5 restaurants.
Dels 4 establiments comercials que hi havia el 2009, 1 era una botiga de menys de 120 m², 1 una fleca, 1 una botiga de congelats i 1 una botiga de material de revestiment de parets i terra.
L'any 2000 a Épervans hi havia 14 explotacions agrícoles que ocupaven un total de 399 hectàrees.

## Equipaments sanitaris i escolars
El 2009 hi havia 1 escola maternal i 1 escola elemental.

## Poblacions més properes
El següent diagrama mostra les poblacions més properes.